# Emily e Alexander - Che tipi questi topi
Emily e Alexander - Che tipi questi topi (The Country Mouse and the City Mouse Adventures) è una serie televisiva animata prodotta da Cinar, France Animation, Reader's Digest e HBO. Questa serie animata è basata sul libro pubblicato da Random House nel 1994, intitolato Il topo di campagna e il topo di città: il Natale è dove c'è il cuore (The Country Mouse and the City Mouse: Christmas Is Where the Heart Is), ma i personaggi principali sono stati adattati per la serie Cinar.
Lo spettacolo segue le avventure di due cugini topolini, Alexander dalla città ed Emily dalla campagna, che intraprendono avventure in giro per il mondo tra la fine del XIX e l'inizio del XX secolo, di solito per aiutare i loro cugini, risolvere un mistero o fermare il male ratto, No-Coda No-Goodnik. La sigla è stata scritta da Alessandra Valeri Manera, composta da Max Longhi e Giorgio Vanni e cantata da Cristina D'Avena con la partecipazione del Coro dei Piccoli Cantori di Milano.

## Personaggi
- Emily (doppiata da Julie Burroughs) è una topina di campagna americana, cugina di Alexander. Indossa un vestito rosso con sopra un grembiule bianco e un cappello di paglia con un fiocco rosso intorno.
- Alexander (doppiato da Terrence Scammell) è un topo di città maschio britannico-americano. Indossa un abito blu e un cappello abbinato con un papillon rosso ed è il cugino di Emily.
- No-Tail No-Goodnik (doppiato da Rick Jones) è un ladro di topi. Va in alcuni paesi e spesso usa code finte quando fa il suo dovere come travestirsi.

## Episodi
- Italia
- La bagata di Hong Kong
- Le grandi olimpiadi dei topi
- Che freddo!
- Il mistero dei baffi
- Il concerto

## Produzione
I personaggi principali dello show sono apparsi per la prima volta nello speciale della HBO del 1993, Il topo di campagna e il topo di città: un racconto di Natale. Era vagamente basato sulla favola classica di Esopo.
Le avventure di Emily e Alexander è stato inizialmente prodotto come una serie di 26 episodi del costo di US $ 9 milioni. I partner di produzione della tedesca Ravensburger; Reader's Digest negli Stati Uniti; e CINAR (in seguito Cookie Jar Group), che ha contribuito con 6 milioni di dollari al finanziamento del progetto originale. HBO ha anche ricevuto finanziamenti per lo sviluppo della serie.